# Hultaj
Hultaj lub ultaj – najemnik, pracownik, dawniej hultaje to ludzie wolni, luźni, najemnicy, nieosiadli wyrobnicy, którzy pracowali na czasowym (krótszym niż rok) kontrakcie bądź na umowie o wykonanie dzieła (sztuki).
Prawdopodobnie z powodu obyczajów hultajskich lub też z powodu przyjmowania zleceń, nie zawsze zgodnych z prawem, nazwa hultaj zyskała z czasem negatywne znaczenie i współcześnie oznacza: nicponia, łobuza, huncwota, szelmę, gałgana, łotra i łajdaka.

## Historia
O hultajach wspomina już statut wiślicki z roku 1347, przykazując karać tych, którzy się tułają i dopuszczają drapiestwa. Zakres powinności może wskazywać, że nazwa hultaje zastąpiła znanych we wcześniejszym okresie załazów. Były wydawane ustawy przeciwko hultajom, hultajstwu z powodu włóczęgostwa, kradzieży, ucieczek w ich szeregi wieśniaków zmuszanych do pańszczyzny, krytykowano także, że zbyt drogo się najmują. Nakazywano starostom oraz sądom grodzkim i miejskim wyłapywanie włóczących się po gościńcach mężczyzn i kobiety, przedstawicieli tej grupy, karano chlebodawców przyjmujących ich na służbę, a wyłapanych hultajów zmuszano do wykonywania prac przymusowych.
Statut Wielkiego Księstwa Litewskiego zawiera zapisy ustawy O hultajach, wzorowane na konstytucji z roku 1593 dla województw poznańskiego i kaliskiego. Określono tam hultajów jako tych ludzi luźnych, ...co domów nie mają, dorocznie nie służą, na rolach, karczmach ani zagrodach nie siedzą, tylko po komorach się kryją...
Hultaje posiadali w XVI i XVII wieku własne cechy. Cech hultajski w Jarosławiu szczycił się przywilejami królewskimi. Obyczaje cechowe hultajów jarosławskich opisywały wesela, gdzie członkowie cechu, sekretarz zwany instygatorem, pełnili służbę ceremoniarzy, nowicjusze zaś musieli wykupić się pieniężną kwotą, (konsolacją, frycowym), albo przejść obrządek frycowania.

...nacierają frycowi brodę cegłą, golą starym nożem i wsadziwszy mu na głowę stary kapelusz szwedzki a potłuczone garnki na plecy, na słomianym powrozie i w jednym bucie prowadzą go z muzyką po mieście.....

Hultaje płacili podatki, pobór na sejmie warszawskim 1607 głosił, że: ..Loźni to jest hultaje..dudarze, skomoroszy (niedźwiednicy) każdy po 24 groszy dać powinien....
Hultaje mieli swoje prawa i cechy w wielu miastach polskich, więc wydawane przeciwko nim ustawy i przepisy wskazują na to, że walczono raczej z wędrującymi po kraju, pozacechowymi partaczami i hultajami, którzy nie mieli prawa podejmować się pracy bliżej niż mila od granic miasta. Na krakowskim Kleparzu w XVI w. prosperowała, być może cechowa, Gospoda Hultajska chętnie goszcząca ludzi luźnych. Jeszcze w 1776 roku na sejmie proponowano, by wojsko wyłapywało wędrujących po kraju hultajów i wałęsów. Ludzie luźni w tym i hultaje stanowili spory procent karanych za wykroczenia i przestępstwa, chociaż nie utożsamiano ich w tamtym okresie ze złoczyńcami.